# Rosa ×beanii
Hybride
Parent A de l'hybridation 
  Voir texte 
×

Parent B de l'hybridation 
  Voir texte 
Rosa ×beanii est une espèce de plantes à fleurs de la famille des Rosaceae. C'est un hybride de rosiers, classé dans la section des Synstylae, originaire de Chine orientale (Fujian). Il a été introduit de Chine en Angleterre par Robert Fortune en 1844.
Il s'agit d'un hybride naturel sur l'origine duquel règne une certaine confusion. Selon certains auteurs ce serait un croisement Rosa multiflora × Rosa laevigata ou Rosa banksiae, pour d'autres plutôt Rosa moschata × Rosa banksiae.
Synonymes :
- Rosa anemonaeflora Fortune ex Lindl. (souvent orthographié, à tort semble-t-il, Rosa anemoniflora)
- Rosa sempervirens var. anemonaeflora Regel (Rosa sempervirens var. anemoniflora)
- Rosa triphylla Roxb.

## Description
Il s'agit d'un rosier grimpant haut d'environ trois mètres, dont les tiges n'ont que peu de petits aiguillons, et les feuilles imparipennées sont généralement formées de trois, rarement cinq folioles ovales lancéolées, chaque foliole, lancéolée-acuminée, ayant 2,5 à 3 cm de long.
Les fleurs, petites (de 2,5 à 3 cm de diamètre), simples dans la nature, semi-doubles dans les formes cultivées, sont roses en bouton et éclosent blanches. Elles sont regroupées en corymbes paniculés et la floraison intervient en juin juillet.

## Utilisation
Il est peu cultivé et très sensible au froid.